# Кристальди, Белизарио
Белизарио Кристальди (итал. Belisario Cristaldi; 11 июля 1764, Имола, Папская область — 25 февраля 1831, Рим, Папская область) — итальянский куриальный кардинал, доктор обоих прав. Генеральный казначей Апостольской Палаты с 4 июня 1820 по 15 декабря 1828. Камерленго Священной Коллегии кардиналов с 15 марта 1830 по 25 февраля 1831. Кардинал in pectore со 2 октября 1826 по 15 декабря 1828. Кардинал-дьякон с 15 декабря 1828, с титулярной диаконией Санта-Мария-ин-Портико-Кампителли с 21 мая 1829.